# Wheatland Township (Missouri)
Wheatland Township est un ancien township du comté de Hickory dans le Missouri, aux États-Unis,.
Le township est fondé en 1881 et baptisé en référence à la ville de Wheatland.

## Source de la traduction
- (en) Cet article est partiellement ou en totalité issu de l’article de Wikipédia en anglais intitulé « Wheatland Township, Hickory County, Missouri » (voir la liste des auteurs).